# Allard Honing
Allard Johan Wilhelm Honing, ook bekend als Allard J.W. Honing (Amsterdam, 1 februari 1892 – Gardelegen, 13 april 1945) was een Nederlands boekdrukker en verzetsstrijder tijdens de Tweede Wereldoorlog. Hij was de drukker en binder van onder meer het Geuzenliedboek, eerste vervolg.

## Biografie
Honing werd geboren in Amsterdam, als zoon van Wilhelm Honing en Wilhelmina Margaretha Soff. In 1915 trouwde hij met Neeltje Theodora Christina Jacoba Schipper. Hij was toentertijd meesterknecht in een boekbinderij. In 1917 werd Honing lid van de Nederlandse Bond van Boekbinderspatroons. In 1920 won de drukkerij Allard J.W. Honing een zilveren medaille tijdens de internationale Kino-tentoonstelling. In het proefschrift van Marinus Kan, dat hij in 1921 drukte, wordt zijn drukkerij vermeld als "Boek- en Kunstdrukkerij Allard J.W. Honing". In 1926 ging de drukkerij Allard J.W. Honing failliet. Drie maanden later werd het faillissement opgeheven vanwege gebrek aan actief.

### Tweede Wereldoorlog
Tijdens de Tweede Wereldoorlog was Honing drukker van het verzetsblad Trouw en lid van de verzetsgroep Trouwgroep. In 1943 drukte hij de eerste illegale editie van het Geuzenliedboek, eerste vervolg (1200 stuks), die meteen uitverkocht was. Het Geuzenliedboek werd vel voor vel gedrukt, een proces dat in het geheim moest worden uitgevoerd om te voorkomen dat de Duitse autoriteiten argwaan kregen. Hierdoor nam de voltooiing van het liedboek een jaar in beslag. Ook het tweede vervolg, dat in het voorjaar van 1944 uitkwam, heeft Honing nog gedrukt. Op 20 maart 1944 werd hij op de Prinsengracht te Amsterdam gearresteerd. Op deze dag werden verspreid over het land zeventien drukkers opgepakt en opgesloten in Kamp Haaren. Op 30 juli 1944 werd Honing met elf andere drukkers naar Kamp Vught gebracht. Bij de ontruiming van Kamp Vught, in september 1944, werd hij getransporteerd naar concentratiekamp Neuengamme. Honing werd op 13 april 1945 vermoord in Gardelegen tijdens de evacuatie van het subkamp Hannover-Stöcken.

In De Uitkijk van 16 juni 1945, een weekblad uitgegeven door oud-illegale strijders, kreeg hij een eerbetoon:
"Hulde aan den drukker van de eerste bundel, getiteld: ,,Het Geuzenboek, eerste vervolg", den brave Honing, een man van de oude stempel, bescheiden maar groot in daden. Zo kinderlijk en diep gelovig, dat hij aller harten wel moest winnen. Het zo gevaarlijke drukken van alles wat illegaal was, beschouwde hij als eenvoudige plicht. Hij stierf in een der Duitse martelkampen."

## Eerbetoon
- Zijn naam staat vermeld op de Erelijst van Gevallenen 1940-1945.[16]
- Zijn naam staat vermeld op het digitaal Monument Neuengamme.[15]